# Aglibol

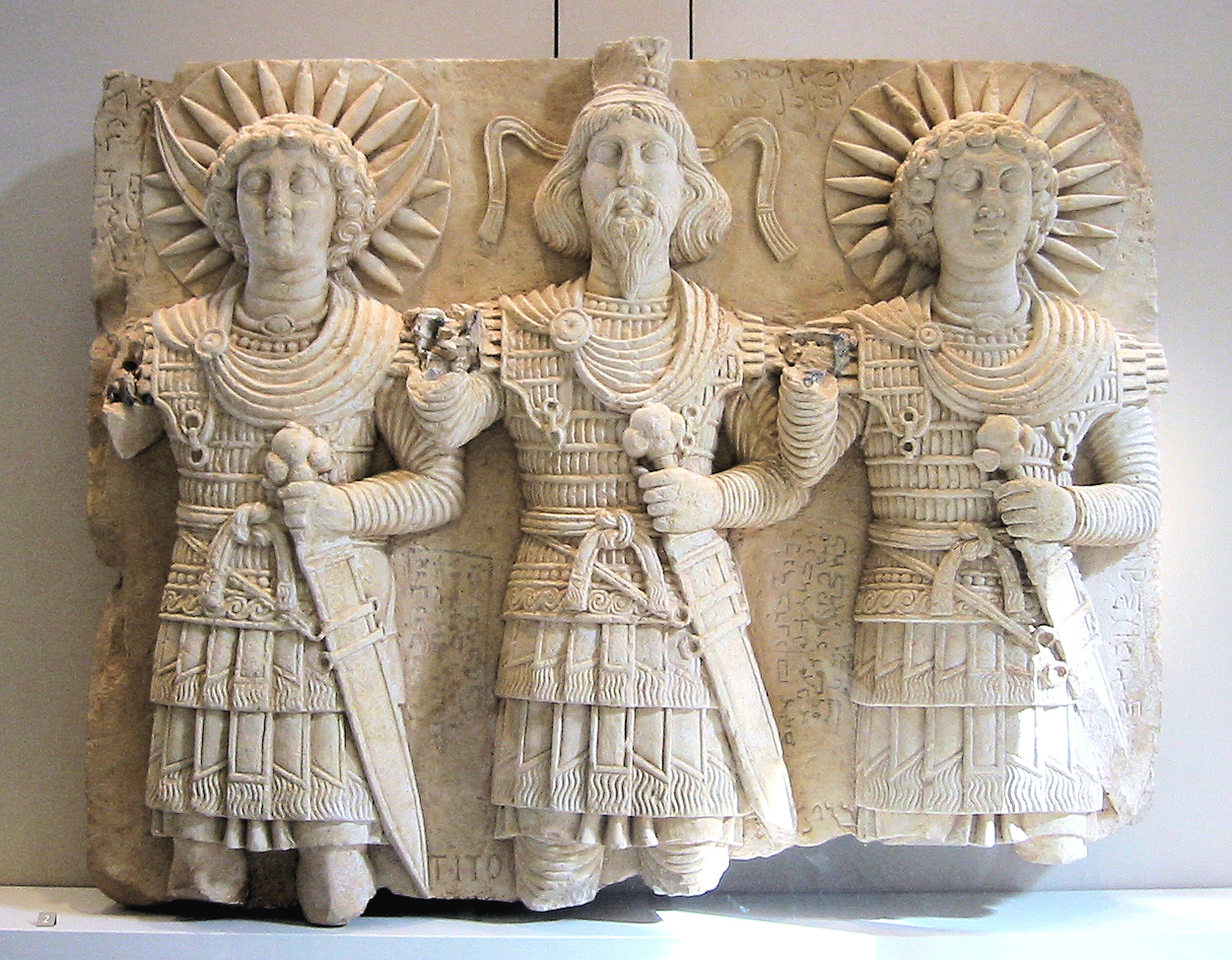
Palmyriska gudar: från vänster till höger: månguden Aglibôl, överguden Beelshamên, solguden Malakbêl, första århundradet A.D., funna nära Bir Wereb, Wadi Miyah, Syria, Louvren.

Aglibôl var en mångud som dyrkades i det antika Syrien i staden Palmyra. Namnet Aglibôl betyder "Bels kalv", eller "herrens kalv".
Aglibôl avbildas med en månhalo bakom hans huvud och ibland axlar. Ett annat av hans kännetecken är månskäran.
Aglibôl kopplas med solguden Yarḥibôl i en berömd treenighet. Han associeras också med den syrianska versionen av Astarte "Venus" och med Arṣu "Aftonstjärnan".
Dyrkan av Aglibôl fortsatte in i hellenistiska tider och spred sig senare till Romarriket.